# ¿Dónde quedó la bolita?
¿Dónde quedó la bolita? es una película mexicana de 1993, dirigida por René Cardona Jr. y producida por Luis de Llano Macedo, está protagonizada por el grupo musical Garibaldi.

## Sinopsis
Todo comienza cuando los ocho integrantes de Garibaldi, Pilar, Sergio, Luisa Fernanda, Charlie, Paty, Javier, Katia y Víctor tienen que viajar a Ixtapa para una presentación. Durante este viaje las cosas se les complican al perder todo su equipaje en un río y quedarse sin dinero y ropa, por lo que deben trabajar en diferentes empleos. No les va nada bien y al mismo tiempo estarán metidos en varios embrollos.

## Reparto
- Pilar Montenegro - Ella Misma
- Sergio Mayer - Él Mismo
- Luisa Fernanda Lozano - Ella Misma
- Charly López - Él Mismo
- Patricia Manterola - Ella Misma
- Xavier Ortiz - Él Mismo
- Katia Llanos - Ella Misma
- Víctor Noriega - Él Mismo
- Pedro Romo
- Pablo Ferrel - Fabián
- Sonia Infante
- Maribel Fernández
- Felicia Mercado - Claudia
- Guillermo Murray - Armando Castillo
- Tony Bravo
- Rafael Amador - Luis
- Alfredo Alegría
- Ana Laura Espinosa
- Paco Ibáñez - Gerente del Hotel

## Curiosidades
Existe una escena de la película donde se tiene de fondo musical "Mambo #8 de Perez Prado" aparece un avión Hercules C-130 de la Fuerza Aérea Mexicana.
También hay una escena dónde sale Mario Lafontaine...